# Agrotis semiclarata
Agrotis semiclarata là một loài bướm đêm trong họ Noctuidae.